# Psychiatre
Cet article possède un paronyme, voir Psy4.
 (octobre 2021).
Un psychiatre est un médecin spécialisé en santé mentale, exerçant la psychiatrie. Il diagnostique, traite et tente de prévenir la souffrance psychique et les maladies mentales.
Le psychiatre, après une formation médicale polyvalente (c'est-à-dire 1er cycle des études médicales, durant 3 ans suivies par le deuxième cycle, aussi appelé externat, qui dure également 3 ans), choisit sa spécialité à l'issue du concours national lors de la dernière et 6ème  année de l'externat. Après ces 6 années d'étude, communes à toutes les spécialités médicales, il effectue une spécialisation en psychiatrie générale pour le début de son internat. Durant cet internat, il choisira à la suite des 2 premières années (7e et 8e années des études médicales, aussi appelées "phase socle" de l'internat de psychiatrie) s'il se spécialise en psychiatrie de l'adulte ou de l'enfant.
Le psychiatre a un rôle complexe puisqu'il doit maitriser les maux psychiatriques mais aussi, comme tout medecin, les problèmes somatiques présentés par ses patients. De plus, les problèmes somatiques, pouvant mimer dans leur symptomatologie d'authentiques troubles psychiatriques, doivent être éliminés lors de la démarche diagnostique du praticien en psychiatrie en coopération avec ses homologues de différentes spécialités médicales. Ceci nécessite donc des connaissances approfondies en médecine somatique afin de ne pas méconnaître un diagnostic relevant d'une autre spécialité médicale.
Lors de sa formation il se forme en psychothérapie, psychopharmacologie, etc. Il est, à la fin de son internat, considéré comme psychothérapeute, technique qu'il peut pratiquer à titre complémentaire ou exclusif lors de son exercice. 
En France, le psychiatre peut acquérir une compétence ou une surspécialité en fonction de son appétence et de sa spécialisation pour ces différentes disciplines.  Lors de la fin de son cursus universitaire, l'interne en psychiatrie peut choisir de poursuivre une "option tardive" en psychiatrie légale ou psychiatrie de la personne âgée qui sont reconnues par le  Conseil de l'Ordre des médecins dans le traitement des enfants et  adolescents (pédopsychiatrie), l'addictologie ou encore dans celui des personnes âgées (gérontopsychiatrie).

## Études

### En France
Comme les autres médecins, il doit passer un concours après la première année des études de santé.
Le psychiatre doit valider un tronc commun ie général, il comprend par ailleurs une formation en sciences humaines et en psychologie médicale. En plus de la formation théorique, le psychiatre doit effectuer des stages au sein de différents services hospitaliers (dont les urgences, la réanimation, la gynécologie et la pédiatrie).
À l'issue de l'examen classant national, en fin de 6e année, il choisit la spécialité « Psychiatrie » et son lieu de formation pour l'internat des hôpitaux.
L'internat est la période de formation spécialisée et de la prise de fonction en tant qu'interne des hôpitaux.
Durant la période de l'internat, le futur médecin psychiatre bénéficie d'une formation continue de cinq années à temps plein au contact des patients dans les services hospitaliers et en consultation.
Cette période permet au futur spécialiste de bénéficier d'une formation par compagnonnage par ses pairs.
La formation théorique est dispensée en parallèle tout au long de l'internat à travers des cours, conférences, des travaux dirigés.
Enfin le psychiatre en formation doit régulièrement présenter des travaux de recherche et de synthèse bibliographique, il participe à des réunions où sont discutés les dossiers des patients.
Des évaluations pratiques et théoriques sont programmées tout au long de l'internat notamment lors de la validation de la phase "socle" (fin de deuxième année d'internat, 8ème année de médecine) et la validation de la phase d'approfondissement (4ème année d'internat, 10ème année du cursus médical). 
Le cursus de médecin psychiatre se termine au bout de 11 années à l'issue de l'internat, precédée par la soutenance d'une thèse d'exercice en vue de l'obtention du titre de « Docteur en Médecine » lors de sa 4éme année d'internat. La spécialisation accompagne le titre de "docteur junior" et doit être poursuivie par la soutenance d'un mémoire, lors de la 5ème année d'internat, devant un jury interrégional garant de l'évaluation de la compétence du futur psychiatre. Le DES (Diplôme d'études spécialisées) de psychiatrie est associé au titre de « Docteur en Médecine » après validation de la formation.
Enfin, certains internes en psychiatrie réalisent un double cursus et peuvent être titulaires de masters complémentaires voire d'une thèse de doctorat en sciences, comme en biologie (neurosciences, génétique), en psychologie ou en sciences humaines (anthropologie, criminologie). Ce double cursus peut être indispensable pour accéder à des fonctions universitaires (Professeur des universités-praticien hospitalier-PUPH).

### Au Québec
Au Québec, tous les médecins doivent obtenir un doctorat de 1er cycle en médecine, nécessitant de 4 à 6 ans d'étude, pour obtenir le droit de pratique avant d’effectuer obligatoirement des études postdoctorales, d’une durée de 2 ans pour les omnipraticiens, et de 4 à 8 ans pour les autres spécialités. Le psychiatre est un médecin spécialiste selon les 60 spécialités médicales fixé par le Collège des médecins : ses études postdoctorales sont d’une durée d’environ 5 ans ou 6 ans pour les pédopsychiatres et les psychiatres légistes. Les formations sont toutes réparties de la même façon : la prémédecine qui prévoit la formation théorique suivie de l’externat qui vise à la mise en pratique de la théorie avant l’obtention du doctorat en médecine. S’ensuit la médecine de résidence sous la supervision d’un médecin senior qui vise à confirmer les aptitudes du médecin durant ses études postdoctorales.
Quatre facultés universitaires de médecine offrent la formation en médecine et la spécialisation en psychiatrie au Québec : l’Université McGill, l’Université Laval, l’Université de Sherbrooke et l’Université de Montréal. L’entrée au sein de ces facultés de médecine est réglée selon des décrets gouvernementaux. L’Université McGill dispense sa formation en anglais, les trois autres universités offrent la formation en français mais nécessitent la maîtrise de l'anglais pour la lecture de textes obligatoires.
La formation interne à chaque université varie selon les facultés. À titre d’exemple, l’Université McGill et l’Université de Montréal exigent une année préparatoire à la médecine avant d’accepter l’étudiant au doctorat. Ces deux facultés de médecine jouissent d’ailleurs d’une grande réputation internationale. Avec plus de 300 admissions au doctorat en médecine à chaque année, l'Université de Montréal forme à elle seule plus de la moitié du corps médical au Québec, dont près de 3/4 des chirurgiens-dentistes et 2/3 des infirmières cliniciennes.
Il n’y a que dans quelques rares cas, notamment lorsque les étudiants détiennent des baccalauréats en science (équivalent du Bac+3), que ceux-ci peuvent être acceptés sans la scolarité préparatoire. Les sélections, très rigoureuses, exigent des notes très élevées au niveau collégial ainsi que des tests d’aptitudes sociales : les MEM (mini-entrevues multiples). Cependant, à cause de la situation sociale difficile de certains milieux au Québec, il existe des méthodes qui facilitent l’accès aux étudiants issu des milieux ruraux et des milieux autochtones suivant des ententes inter-facultés.

## Mode d'exercice
Selon les pays, les spécialistes en psychiatrie peuvent pratiquer dans un cabinet privé à l'hôpital ou dans une autre institution publique ou privée.
Ils collaborent avec des équipes pluridisciplinaires composées d'infirmiers, de psychologues, psychomotriciens, éducateurs spécialisés, ergothérapeute, assistants sociaux, orthophonistes, etc.
Leurs patients sont envoyés par leur médecin de famille, consultent de leur propre initiative ou à la demande de la justice, de leur famille, de leur employeur ou de leur entourage.

## Activités

### Consultation et diagnostic
La consultation psychiatrique s'adresse à des personnes qui présentent des souffrances psychiques, des troubles du comportement ou d'apprentissage, des problèmes personnels et relationnels, des troubles anxieux, des dépendances, etc. Elle a pour but de porter un diagnostic, éventuellement à l'aide d'examens complémentaires (examen neurologique, bilan psychométrique, bilan biologique).

Le médecin psychiatre diagnostique, évalue, et traite les principaux troubles suivants :
- Troubles de l'humeur
- Troubles anxieux
- Troubles psychosomatiques
- Trouble de la personnalité
- Complications psychiques du stress aigu ou chronique et états de stress post-traumatique
- Souffrance morale et trouble de l'adaptation
- Trouble des conduites alimentaires
- Troubles dissociatifs
- Troubles psychotiques
- Addictions et abus de substance
- Troubles cognitifs

### Traitements
Le psychiatre délivre des soins de type psychothérapeutique et/ou psychopharmacologique en fonction des situations et de la sévérité des pathologies rencontrées
- par des approches de psychothérapeutique : dans le cadre de ses interventions psychothérapiques, il peut utiliser diverses techniques par exemple : psychothérapie d'inspiration psychanalytique (PIP), les thérapies cognitivo-comportementales, des méthodes de relaxation, l'hypnose, l'EMDR, la thérapie familiale, et la psychiatrie institutionnelle.
- par une approche médicamenteuse : la psychopharmacologie
- par des techniques de neurostimulation : TMS (stimulation magnétique transcrânienne), voire ECT (électroconvulsivothérapie) dans les cas sévères et quand le risque vital est engagé.

### Conseils et expertise
Certains psychiatres sont experts auprès des tribunaux et sont habilités à évaluer des patients en cas de demande de mesure de protection ou des prévenus en cas d'expertise judiciaire dans le cadre d'une procédure pénale.
Le psychiatre peut collaborer avec des médecins d'autres disciplines, avec d'autres professionnels de la justice, de la santé et du social afin de proposer des mesures préventives dans les milieux carcéraux, sociaux et culturels et collaborer à leur réalisation ou encore à titre de conseiller pour  diverses instances civiles et judiciaires sur les questions touchant aux répercussions de troubles et d'affections psychiques (expertise pour les tribunaux notamment).

### Particularités liées à l'exercice de la psychiatrie par rapport aux autres spécialités médicales[3]
Le psychiatre est le seul docteur en médecine qui peut, lors de son exercice, contraindre un patient à bénéficier de soins qu'il juge nécessaire lorsqu'il estime que son patient n'est pas en mesure de prendre des décisions éclairées, en raison de son état de santé, estimant selon son raisonnement clinique que les troubles que son patient présente impactent sévèrement sa capacité à prendre des décisions et de fait, son discernement. Ces décisions peuvent également émaner des institutions de l'état comme les préfectures (notamment en cas de péril imminent) en cas de troubles sévères à l'ordre public.Ces décisions cliniques peuvent entraîner une procédure de "soins sans consentement", selon diverses modalités, soumises à de nombreux contrôles judiciaires, notamment par le juge des libertés, qui requièrent l'évaluation de la situation par différents médecins psychiatres qui devront justifier cette procédure par de multiples certificats médicaux lors des différents temps d'hospitalisation (lors de l'hospitalisation puis par les suites des premières 24h, etc) de ces patients afin de s'assurer que l'altération de leur discernement est incompatible avec la prise de décisions concernant leur état de santé à un "instant "T".

## Psychiatres célèbres
- Philippe Pinel (1745-1826) crée la première école de psychiatrie en France et interdit l'enchaînement des aliénés dans les asiles de Paris.
- Jean-Étienne Esquirol (1772-1840) délimite les concepts d'idiotie, démence, hallucinations et illusion vis-à-vis des choix médicaux le concernant.
- Étienne-Jean Georget (1795-1828) précise la nosographie et distingue la psychose des symptômes secondaires d'affections organiques.
- Antoine Laurent Bayle (1799-1859).
- Bénédict Augustin Morel (1809-1873) applique les idées de l’époque sur la dégénérescence dans ses conceptions sur la maladie mentale.
- Ernest-Charles Lasègue (1816-1883).
- von Gudden (1824-1886), maître de Kraepelin et Forel. Mort avec Louis Il de Bavière qu’il prenait alors en charge.
- Jean-Martin Charcot (1825-1893) décrit la grande crise hystérique (voir aussi hystérie).
- Theodor Hermann Meynert (1833-1892), psychiatre et neuroanatomiste allemand.
- Valentin Magnan (1835-1916), médecin aliéniste, il est l'un des grands réformateurs des conditions de traitement des "aliénés" : apôtre du no-restraint, promoteur du système de l'open-door, il supprime l'usage de la camisole, de la contention au lit, puis des cellules d'isolement à l'asile de Sainte-Anne à Paris.
- Jean-Pierre Falret (1794-1870) connu pour son utilisation de « tableaux cliniques » et ses observations sur la « folie circulaire », aujourd'hui connue sous le nom de « troubles bipolaires ».
- Jules Cotard (1840-1889).
- Auguste Forel (1848-1931), psychiatre suisse, pionnier de la sexologie en Europe.
- Gilbert Ballet (1853-1926) élève de Charcot, définit la psychose hallucinatoire chronique.
- Emil Kraepelin (1856-1926) définit la psychose maniaco-dépressive et la démence précoce, qui correspond à la schizophrénique moderne.
- Gaëtan Gatian de Clérambault (1872-1934) crée le concept d'automatisme mental.
- Eugen Bleuler (1857-1939) définit la schizophrénie et l'autisme.
- Paul Sérieux (1864-1947) et Joseph Capgras (1873-1950) publient un ouvrage sur les folies raisonnantes, ce qui est appelé aujourd'hui délire d'interprétation (voir aussi paranoïa).
- Madeleine Pelletier (1874-1939) est la première femme à devenir psychiatre en France en 1906[5].
- Ludwig Binswanger (1881-1966), psychiatre phénoménologue suisse.
- Karl Jaspers (1883-1969) travaille sur les méthodes cliniques de la psychiatrie et crée la méthode bibliographique.
- Eugène Minkovski (1885-1972) révolutionne l'approche de la schizophrénie.
- Karen Horney (1885-1952), psychiatre et psychanalyste américaine d'origine allemande, dont les travaux se focalisent sur la sexualité féminine et qui s'oppose à certains concepts fondamentaux du freudisme tels que l'envie du pénis.
- André Repond (1886-1973), médecin suisse ayant introduit la psychanalyse à l'hôpital.
- André Hammel (1894-1965) ouvre une des premières cliniques psychiatriques en France.
- Milton Erickson (1901-1980), psychiatre américain, contribue au renouveau de l'hypnose thérapeutique.
- Jean Delay (1907-1987) découvre avec Deniker les neuroleptiques.
- Roland Kuhn (1912-2005), psychiatre suisse, a découvert le premier antidépresseur (Imipramine) et appliqué la Daseinsanalyse à la psychose.
- Pierre Deniker (1917-1998) élève de Delay, utilise la chlorpromazine dans le traitement des maladies mentales.
- Henri Baruk (1897-1999) soutient la psychopharmacologie, et publie un traité de psychiatrie. Adepte d’une psychiatre morale, Il combattra avec vigueur les traitements de choc alors très courants en psychiatrie.
- Henri Ey (1900-1977) ouvre les bases d'une conception organo-dynamique de la psychose et participe à la fondation de l’Association Mondiale de Psychiatrie .
- Jacques Lacan (1901-1981), psychiatre et psychanalyste. Il prône un retour à Freud et joue un rôle fondamental dans les milieux psychanalytiques et intellectuels français dans les années 60 et 70.
- Léon Chertok (1911-1991), psychiatre français, connu pour ses travaux sur l'hypnose et la médecine psychosomatique.
- François Tosquelles (1912-1994), psychiatre catalan, l'un des inventeurs de la psychothérapie institutionnelle.
- Lucien Bonnafé (1912-2003), psychiatre désaliéniste français qui a élaboré et mis en place la politique de secteur psychiatrique.
- Mara Selvini Palazzoli (1916-1999), psychiatre italienne cofondatrice du mouvement de thérapie familiale systémique appelé « Approche de Milan ».
- Donald deAvila Jackson (1920-1968), psychiatre américain, pionnier de la thérapie familiale et de la thérapie brève.
- Christian Müller (1921-2013) a fait évoluer le traitement des schizophrènes et l'Enquête de Lausanne sur leur devenir.
- Philippe Paumelle (1923-1974), psychiatre français, participe à la création de l'ASM13 à Paris où il fait interdire la contention mécanique, il est l'auteur d'un article sur "Le mythe de l’agitation des malades mentaux"[6].
- Franco Basaglia (1924-1980), psychiatre italien, à l'origine de la Loi 180 de fermeture des hôpitaux psychiatriques en Italie effective depuis 1999.
- Jean Oury (1924-2014), psychiatre et psychanalyste français, figure de la psychothérapie institutionnelle.
- Frantz Fanon (1925-1961), psychiatre antiraciste et révolutionnaire.
- Elisabeth Kübler-Ross (1926-2004), psychiatre helvético-américaine, théorise les stades émotionnels ressentis par une personne apprenant sa mort prochaine (modèle Kübler-Ross).
- Ronald Laing (1927-1989), David Cooper (1931) et Aaron Esterson lancent le courant de l'antipsychiatrie.
- Boris Cyrulnik (1937)
- Mony Elkaïm (1941-2020), psychiatre social, figure de la thérapie familiale et parmi les initiateurs du Réseau Alternative à la psychiatrie.
- Marcel Rufo (1944)
- Serge Tisseron (1948)
- Christophe André (1956), psychiatre français, promoteur en France de la méditation de pleine conscience.
- Marion Leboyer (1957), psychiatre française dirige la Fondation FondaMental centrée sur une approche biomédicale de la recherche en santé mentale.
- Emmanuel Venet (1959), psychiatre français, auteur de Manifeste pour une psychiatrie artisanale en 2020.
- David Servan-Schreiber (1961-2011)
- Nawal El Saadawi (1931-2021), médecin psychiatre égyptienne, écrivaine, figure égyptienne de l'émancipation des femmes dans le monde arabe.
- Fatma Bouvet de la Maisonneuve, psychiatre addictologue franco-tunisienne, écrivaine, reconnue pour son combat contre l'alcoolisme chez les femmes.
- Gloria Johnson-Powell (1936-2017), pédopsychiatre, figure importante du mouvement des droits civiques et l'une des premières femmes afro-américaines à obtenir un poste à Harvard Medical School.
- Mireille Bonierbale (1945), psychiatre et sexologue française, fondatrice de la Société française d'études et de prise en charge du transsexualisme (SoFECT). et rédactrice en chef de la revue Sexologies.
- Catherine Barthélémy (1946), pédopsychiatre et physiologiste française spécialisée dans l'autisme, elle sera la première femme à présider l'Académie nationale de médecine en 2024.
- Paula Clayton (1934-2021), psychiatre américaine, spécialiste de la dépression et des troubles bipolaires, pionnière dans l'approche scientifique et empirique des diagnostics en psychiatrie avec les Critères de Feighner (en).
- Antoine Pelissolo (1966), professeur de psychiatrie au CHU Henri-Mondor à Créteil, spécialisé des troubles anxieux, des troubles obsessionnels-compulsifs et des phobies sociales, et homme politique.

#### Psychiatrie et psychanalyse
- Claude Dumézil, « Préambule », dans Psychanalyse et psychiatrie, ERES, 2001 (ISBN 978-2-86586-962-6, DOI 10.3917/eres.fonda.2001.02.0007, lire en ligne), p. 7-9
- Vassilis Kapsambelis, « La psychanalyse et les soins en psychiatrie », dans Paul Denis (dir.), Bernard Chervet (dir.), Sylvie Dreyfus-Asséo (dir.), Avancées de la psychanalyse, Paris, Presses universitaires de France, 2008 (ISBN 9782130565871, DOI 10.3917/puf.denis.2008.01.0067, lire en ligne), p. 67-80
- Avi Peled, NeuroAnalysis : bridging the gap between neuroscience, psychoanalysis, and psychiatry, Londres, Routledge, 2008, 160 p. (ISBN 0-415-45132-9, 978-0-415-45132-1 et 0-415-45133-7, DOI 10.4324/9780203894736, présentation en ligne)
- Vassilis Kapsambelis, « Chapitre 6. Psychiatrie et psychanalyse », dans Manuel de psychiatrie clinique et psychopathologique de l’adulte, Presses universitaires de France, 2012 (DOI 10.3917/puf.kapsa.2012.01.0097, lire en ligne), p. 97-120
- Christian Hoffmann et Monique Lauret, « Éditorial », Figures de la psychanalyse, vol. 28, no 2 « Neurosciences, psychanalyse et psychiatrie, quels enjeux ? »,‎ 2014, p. 9-12 (ISSN 1623-3883 et 1776-2847, DOI 10.3917/fp.028.0009, lire en ligne)
- Orna Ophir, Psychosis, Psychoanalysis and Psychiatry in Postwar USA : On the borderland of madness, Londres, Routledge, 2015, 208 p. (ISBN 978-1-317-58489-6, 1-317-58489-9 et 978-1-315-74201-4, DOI 10.4324/9781315742014, présentation en ligne)
- Geneviève Torgemen-Wolmark, « Psy et re-psy : psychiatre et psychanalyste », Figures de la psychanalyse, vol. 31, no 1,‎ 2016, p. 73-80 (DOI 10.3917/fp.031.0073, lire en ligne)
- Ilse Barande et Robert Barande, Histoire de la psychanalyse en France, Toulouse, Privat, 1975, 181 p. (ISBN 9782708913240, lire en ligne)